# گویله
گویله شهری در شهرستان بینگو در استان بولکیمده در بورکینافاسوی غربی مرکزی است جمعیت آن ۱۰۳۰ نفر است.